# Odontomachus simillimus
Odontomachus simillimus es una especie de hormiga del género Odontomachus, familia Formicidae. Fue descrita científicamente por Smith en 1858.
Se distribuye por Seychelles, Bangladés, Borneo, Camboya, Isla de Navidad, India, Indonesia, Japón, Krakatoa, Laos, Malasia, islas Nicobar, Filipinas, Singapur, Sri Lanka, Tailandia, Vietnam, Australia, Fiyi, Guam, Kiribati, Islas Marshall, Micronesia, Nueva Caledonia, Niue, Islas Marianas del Norte, Palaos, Papúa Nueva Guinea, Samoa, Islas Salomón, Tonga, Vanuatu y Wallis y Futuna. Se ha encontrado a elevaciones de hasta 1828 metros. Habita en selvas tropicales y bosques perturbados.